# Sneakerfreak
Sneakerfreak is een jonge Nederlandse band, slechts bestaande uit twee akoestische gitaristen en een zanger. Zonder het traditionele gebruik van drums of bas maken ze toegankelijke popmuziek. In 2004 verzorgden ze 50 optredens, waaronder Metropolis en Oerol, en waren ze te horen op 3FM, Radio 2, KinkFM, Radio 1 en Yorin FM. Single Yellow Notes is in 2006 te horen in Radio Tour de France. Begin 2007 speelt de band op Noorderslag, ANP schrijft daarover: "verrassend was het optreden van Sneakerfreak [..] staande ovatie"

## Bezetting
Sneakerfreak bestaat sinds de oprichting in 2003 in 2006 uit drie bandleden:
- Arthur van Westerop (zang);
- Ferry van den Groep (gitaar);
- Lourens van Haaften (gitaar).

Bij optredens traden ze in het begin zowel met twee als met drie man op, dit vanwege het drukke tourschema van gitarist Lourens van Haaften, die indertijd ook nog bij de Nederlandse metalformatie Van Katoen speelde. In 2005 is hij bij deze band weggegaan om zich fulltime op Sneakerfreak te kunnen richten.
In 2008 is Sneakerfreak uitgebreid met drummer Jan Stavenuiter en bassist Marco van Os. Dat wil zeggen: zij spelen mee op het tweede, in de maak zijnde, album. En op sommige optredens speelt de band voltallig.
De band veranderde tevens hun naam in People You Know

## Discografie
- Demo 4 (dec 2003) (niet meer verkrijgbaar)

1. Yellow Notes
2. Waiting For You
3. Beautiful Day

- Single Naked/David (2004)

1. Naked
2. David

- Single School (2006)

1. School (live @ 3FM)
2. School (albumversie)

- GO (maart 2006)

1. Yellow Notes
2. Naked
3. Good People
4. School
5. At a Party
6. Waiting For You
7. Besides
8. Junkies
9. Smile
10. Killaloe
11. Pretend
12. Everything

Op 28 maart 2006 is het debuutalbum van Sneakerfreak uitgebracht. Hierop experimenteren ze -in tegenstelling tot hun liveoptredens- wel met drums en drumcomputers, backing vocals, en 1 nummer is voorzien van een strijkpartij. Op de website was vooraf een preview te horen van de albumversie van Yellow Notes, die sterk verschilt van de demoversie van ditzelfde nummer.